# Eulalia microphylloides
Eulalia microphylloides är en ringmaskart som beskrevs av Hartmann-Schröder 1979. Eulalia microphylloides ingår i släktet Eulalia och familjen Phyllodocidae. Inga underarter finns listade i Catalogue of Life.